# Santiano
Santiano is een Duitse band uit Sleeswijk-Holstein. De band speelt liederen met voornamelijk maritieme thema’s en combineert daarbij diverse muziekgenres, met name popmuziek, volksmuziek, shanty’s, schlager en Ierse folk.
De naam van de band is afgeleid van O Santianna (All on the Plains of Mexico), een lied uit 1961 van de Franse zanger Hugues Aufray, dat meestal Santiano wordt genoemd.

## Geschiedenis
Santiano werd opgericht in 2011, op initiatief van Hartmut Krech, een producer uit Flensburg. Op 3 februari 2012 verscheen hun eerste album, Bis ans Ende der Welt, bij  We Love Music, een gezamenlijk label van Universal Music Group en ProSiebenSat.1 Media. Het album bereikte de eerste plaats in de Duitse muziekparades. Datzelfde jaar begon de band aan een tournee en trad onder meer op bij Wacken Open Air. Op 10 mei 2013 verscheen hun tweede album, Mit den Gezeiten
In 2014 nam Santiano deel aan de Duitse voorrondes voor het Eurovisiesongfestival, waarbij de halve finale werd bereikt. De band verloor uiteindelijk van Elaiza.
De band werd viermaal (2013, 2014, 2016, 2018) onderscheiden met de ECHO Pop voor beste groep in de categorie volksmuziek.
Santiano inspireerde de Nederlandse Menno Muis tot het vormen van Ancora. Diverse liedjes van Ancora zijn Nederlandstalige bewerkingen van nummers van Santiano.

## Discografie
| Jaar | Titel                                                       |
| ---- | ----------------------------------------------------------- |
| 2012 | Bis ans Ende der Welt                                       |
| 2013 | Mit den Gezeiten                                            |
| 2015 | Von Liebe, Tod und Freiheit                                 |
| 2017 | Im Auge des Sturms                                          |
| 2019 | MTV Unplugged                                               |
| 2021 | Wenn die Kälte kommt                                        |
| 2022 | Die Sehnsucht ist mein Steuermann - Das Beste aus 10 Jahren |
| 2023 | Doggerland                                                  |